# 木ノ庄村
木ノ庄村（きのしょうむら）は、広島県御調郡にあった村。現在の尾道市の一部にあたる。

## 地理
- 河川：市原川[1]、木梨川[3]、木門田川[4]

## 歴史
- 1889年（明治22年）4月1日、町村制の施行により、御調郡木門田村、畑村、市原村、江田村、国守村、木梨村、木梨山方村が合併して村制施行し、木ノ庄村が発足[1][2]。旧村名を継承した木門田、畑、市原、江田、国守、木梨、木梨山方の7大字を編成[1]。
- 1950年（昭和25年）4月1日、大字江田、国守を御調郡市村に編入[1][2]。5大字となる。
- 1954年（昭和29年）3月31日、尾道市に編入され廃止[1][2]。

## 産業
- 農業、畳表[5]